# Baseball Digest
Le Baseball Digest est un mensuel sportif américain publié depuis août 1942 à Columbus (Ohio) puis à Evanston (Illinois) à partir de 1968. Il est le plus ancien magazine de baseball toujours publié en 2007. Il fut créé par Herbert F. Simons, journaliste sportif spécialisé dans le baseball au Chicago Sun-Times. Simons reste le rédacteur en chef (editor) de 1942 à 1963.
Le champ extérieur des Philadelphia Athletics Elmer Valo fit la couverture du premier numéro.